# Stadion Farul
Stadion Farul (rum. Stadionul Farul) – jest macierzystym stadionem klubu Farul Konstanca. Inauguracja obiektu odbyła się w 1971 r. Obecnie pojemność stadionu wynosi 15 500 miejsc. Obiekt posiada oświetlenie o natężeniu 1270 lx.